# Sit (roślina)

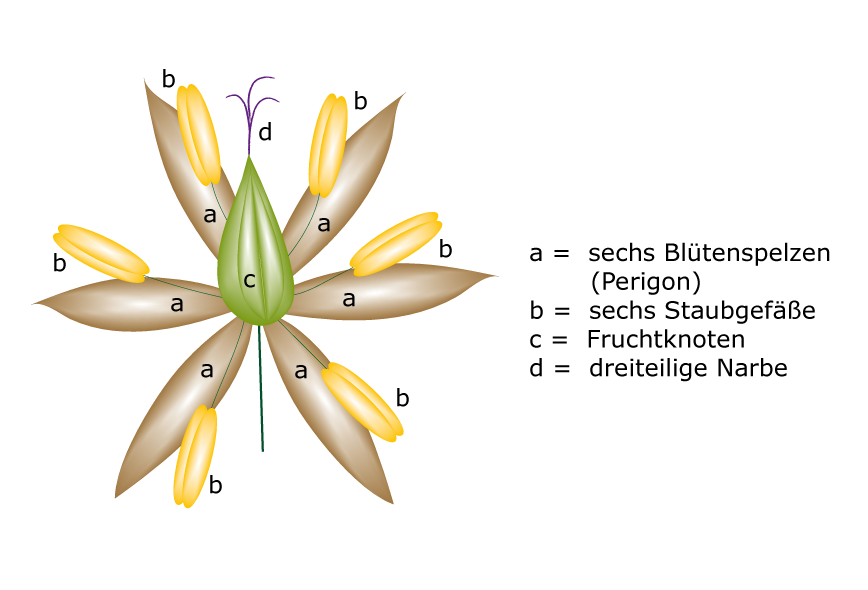
Budowa kwiatów

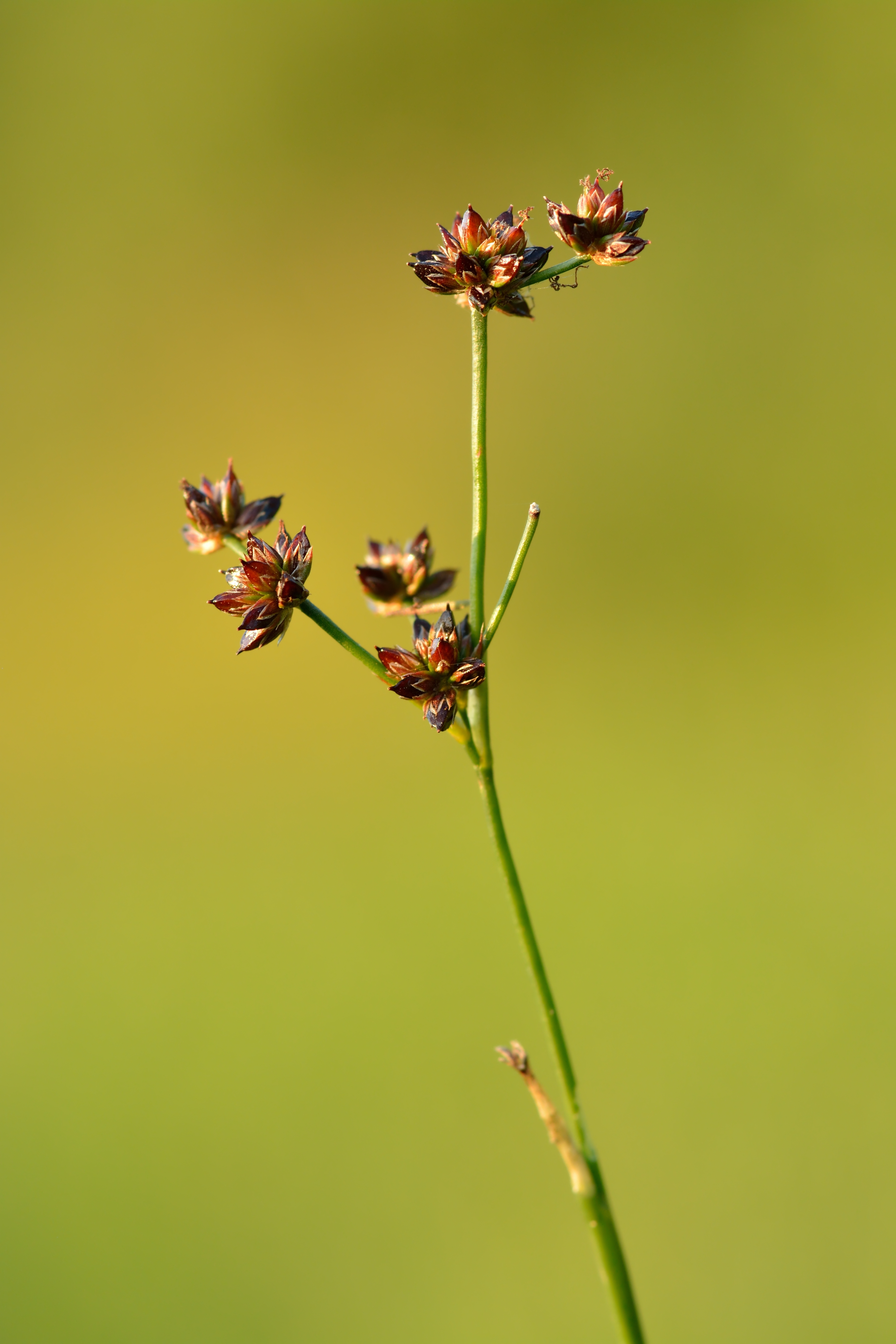
Sit członowaty (Juncus articulatus)

Sit (Juncus L.) – rodzaj roślin zielnych należący do rodziny sitowatych. Liczy ok. 330 gatunków. Jest to rodzaj kosmopolityczny. W tradycyjnym ujęciu jest parafiletyczny. W wyniku analiz molekularnych okazało się m.in. że najwyraźniej dwóch przedstawicieli rodzaju (sit skucina J. trifidus i J. monanthos) stanowi klad bazalny całej rodziny sitowatych (Juncaceae).
Liczne gatunki uprawiane są jako ozdobne w ogrodach wodnych i naturalistycznych.

## Rozmieszczenie geograficzne
Rodzaj kosmopolityczny – występuje na wszystkich kontynentach z wyjątkiem Antarktydy. Najbardziej zróżnicowany jest w strefach umiarkowanych i na obszarach o klimacie chłodnym na obu półkulach, najmniej zróżnicowany jest w strefie równikowej. W Ameryce Północnej rośnie 95 gatunków, w Australii 47, w Europie 53. W Polsce rosną 22 gatunki rodzime i trzy introdukowane.
Gatunki flory Polski
Pierwsza nazwa naukowa według listy krajowej, druga – obowiązująca według bazy taksonomicznej Plants of the World Online (jeśli jest inna)

- sit alpejski Juncus alpino-articulatus Chaix ≡ Juncus alpinoarticulatus Chaix
- sit bałtycki Juncus balticus Willd.
- sit białawy Juncus anthelatus (Wiegand) R.E.Brooks & Whittem. – antropofit zadomowiony
- sit błotny Juncus tenageia Ehrh.
- sit chudy Juncus tenuis Willd. – antropofit zadomowiony
- sit cienki Juncus filiformis L.
- sit czarny Juncus atratus Krock.
- sit członowaty Juncus articulatus L. em. K. Richt.
- sit drobny Juncus bulbosus L.
- sit dwudzielny Juncus bufonius L.
- sit Gerarda Juncus gerardi Loisel.
- sit główkowaty Juncus capitatus Weigel
- sit kulistotorebkowy Juncus sphaerocarpus Nees
- sit maleńki Juncus minutulus (Albert & Jahand.) Prain
- sit ostrokwiatowy Juncus acutiflorus Ehrh. ex Hoffm.
- sit rozpierzchły Juncus effusus L.
- sit siny Juncus inflexus L.
- sit skucina Juncus trifidus L.
- sit skupiony Juncus conglomeratus L. em. Leers
- sit szerokolistny Juncus planifolius R.Br. – efemerofit
- sit sztywny Juncus squarrosus L.
- sit ściśniony Juncus compressus Jacq.
- sit tępokwiatowy Juncus subnodulosus Schrank
- sit torfowy Juncus stygius L. – w Polsce wymarły
- sit trójłuskowy Juncus triglumis L.
- sit żabi Juncus ranarius Songeon & E.P.Perrier

## Systematyka
Pozycja systematyczna według Angiosperm Phylogeny Website (aktualizowany system APG IV z 2016)
Rodzaj należy do rodziny sitowatych (Juncaceae) z rzędu wiechlinowców (Poales) stanowiącego jeden z kladów jednoliściennych (monocots). 
Pozycja w systemie Reveala (1994–1999)
Gromada okrytonasienne (Magnoliophyta Cronquist), podgromada Magnoliophytina Frohne & U. Jensen ex Reveal, klasa jednoliścienne (Liliopsida Brongn.), podklasa komelinowe (Commelinidae Takht.), nadrząd sitopodobne (Juncanae Takht.), rząd sitowce (Juncales Dumort.), podrząd Juncineae Engl., rodzina sitowate (Juncaceae Juss.), podrodzina Juncoideae Link, plemię Junceae Dumort., rodzaj sit (Juncus L.).
Lista gatunków